# 사이타마현
사이타마현(일본어: 埼玉県 사이타마켄[*], 문화어: 사이다마현)은 일본 간토 지방 중서부에 있는 현이다. 현청 소재지는 사이타마시이다. 도쿄도 북쪽에 인접하며 일본 수도권에 포함된다.

## 지명 유래
현 이름의 유래는 행복을 가져오는 신을 의미하는 사키미타마/사키타마(埼玉), 다마(多摩, 多磨; 현재는 도쿄도 서부에 있는 지역) 앞을 의미하는 사키다마/사키타마(先-), 혹은 현내 북부 교다시(行田市) 사키타마(埼玉) 지구 등이라고 한다.

## 지리

### 위치
간토 지방 중서부, 동경 138도 42분 ~ 139도 54분, 북위 35도 45분 ~ 36도 17분에 위치한다. 주위의 1도 6현과 접하지만, 바다에는 접하지 않는다. 동서폭은 약 103km이고 남북은 약 52km이다. 남쪽에서 도쿄도와 맞닿으며 도쿄 중심부로부터 최단 거리는 약 12km이다.

### 지형
동쪽 약 2/3가 간토평야, 서쪽 약 1/3이 간토 산지에 포함된다. 서쪽 산지 안에는 치치부 분지(秩父盆地)가 있다. 도네강(利根川)이 북부에서 동으로 흐르고, 아라카와강(荒川)은 치치부에서 출발하여 현 북부를 경유해 중앙부를 남쪽으로 흐른다.

## 산
- 고부시가봉(甲武信ヶ岳)
- 산포산(三宝山)
- 구모토리산(雲取山)
- 호도산(宝登山)
- 료가미산(両神山)
- 이즈가봉(伊豆ヶ岳)
- 부고산(武甲山)
- 쓰미네산(三峰山)
- 도쿠사산(木賊山)
- 히류산(飛竜山)
- 와나쿠라산(和名倉山)
- 오히라산(大平山))
- 오쿠지치부산카이(奥秩父山塊)

## 행정 구역

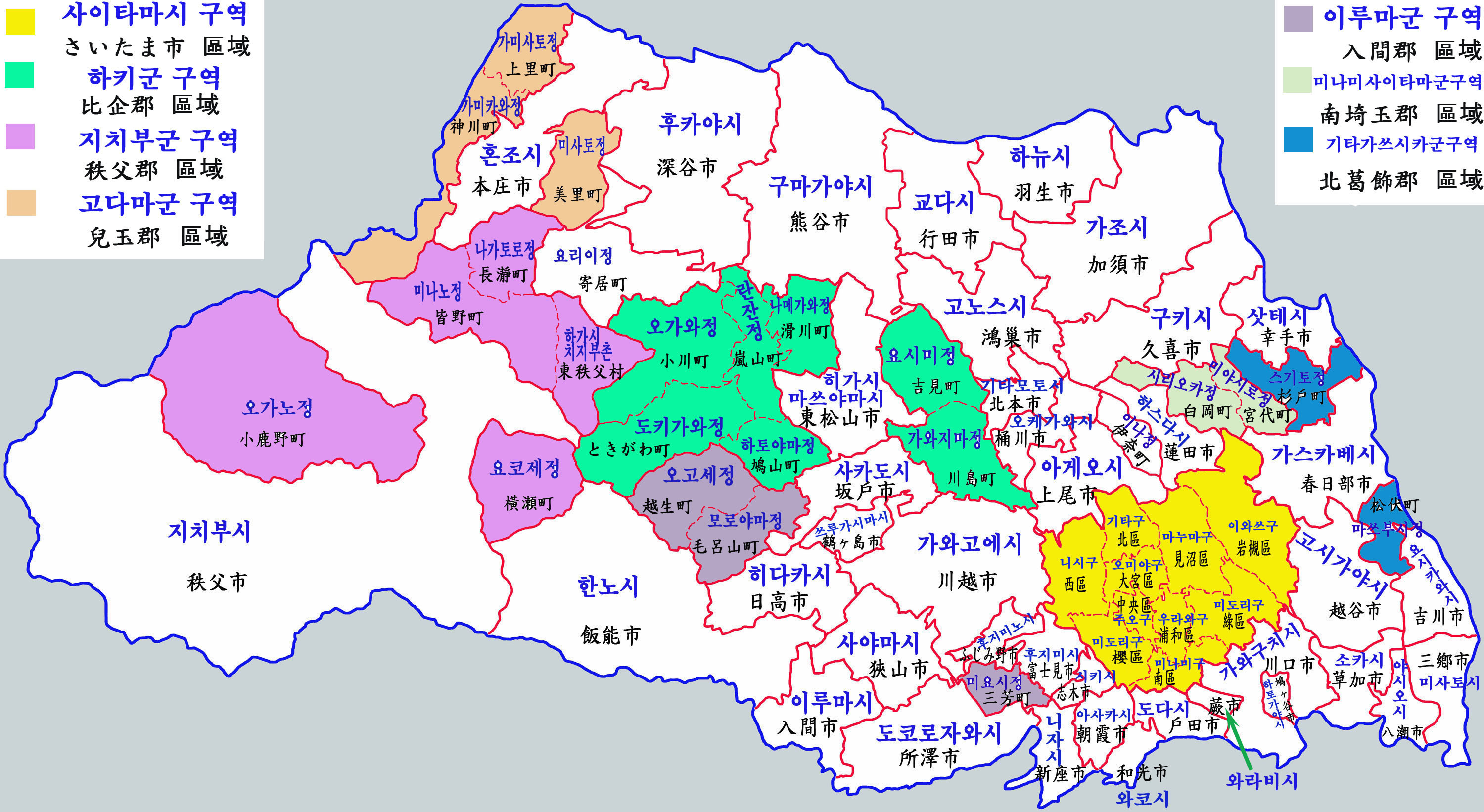
사이타마현 지도

### 시 지역

#### 정령지정도시
- 사이타마시(さいたま市)

| - 기타구(北区) - 니시구(西区) - 오미야구(大宮区) | - 미누마구(見沼区) - 주오구(中央区) - 사쿠라구(桜区) | - 우라와구(浦和区) - 미나미구(南区) - 미도리구(緑区) | - 이와쓰키구(岩槻区) |

#### 중핵시·특례시·일반시
| - 가와고에시(川越市) - 중핵시 - 구마가야시(熊谷市) - 가와구치시(川口市) - 특례시 - 교다시(行田市) - 지치부시(秩父市) - 도코로자와시(所沢市) - 특례시 - 한노시(飯能市) - 가조시(加須市) - 혼조시(本庄市) - 히가시마쓰야마시(東松山市) - 가스카베시(春日部市) - 특례시 - 사야마시(狭山市) - 하뉴시(羽生市) - 고노스시(鴻巣市) - 후카야시(深谷市) - 아게오시(上尾市) - 소카시(草加市) - 특례시 - 고시가야시(越谷市) - 특례시 - 와라비시(蕨市) - 도다시(戸田市) | - 이루마시(入間市) - 아사카시(朝霞市) - 시키시(志木市) - 시라오카시(白岡市) - 와코시(和光市) - 니자시(新座市) - 오케가와시(桶川市) - 구키시(久喜市) - 기타모토시(北本市) - 야시오시(八潮市) - 후지미시(富士見市) - 후지미노시(ふじみ野市) - 미사토시(三郷市) - 하스다시(蓮田市) - 사카도시(坂戸市) - 삿테시(幸手市) - 쓰루가시마시(鶴ヶ島市) - 히다카시(日高市) - 요시카와시(吉川市) |

### 군 지역
- 기타아다치군(北足立郡)
  - 이나정(伊奈町)
- 이루마군(入間郡)
  - 미요시정(三芳町), 모로야마정(毛呂山町), 오고세정(越生町)
- 히키군(比企郡)
  - 나메가와정(滑川町), 란잔정(嵐山町), 오가와정(小川町), 가와지마정(川島町), 요시미정(吉見町), 하토야마정(鳩山町), 도키가와정(ときがわ町)
- 지치부군(秩父郡)
  - 요코제정(横瀬町), 미나노정(皆野町), 나가토로정(長瀞町), 오가노정(小鹿野町), 히가시치치부촌(東秩父村)
- 고다마군(児玉郡)
  - 미사토정(美里町), 가미카와정(神川町), 가미사토정(上里町)
- 오사토군(大里郡)
  - 요리이정(寄居町)
- 미나미사이타마군(南埼玉郡)
  - 미야시로정(宮代町),
- 기타카쓰시카군(北葛飾郡)
  - 스기토정(杉戸町), 마쓰부시정(松伏町)

## 역사
사이타마현은 예전에 무사시국의 일부였다. 708년에 현재의 사이타마현의 지치부군에서 구리가 매장된 것으로 확인되었다.
사이타마현은 간토 지방을 위한 식량을 많이 생산하는 비옥한 농업 지역으로 역사적으로 알려져 있었다. 에도 시대에 많은 후다이 다이묘가 사이타마 지역 내의 작은 영지들을 지배했다. 제2차 세계 대전 이후 도쿄의 급속한 팽창과 장거리 통근이 가능한 현대적인 교통수단, 도쿄에 이용 가능한 땅의 부족으로 사이타마현은 빠르게 개발되었고 인구는 1960년대의 거의 3배가 되었다. 현의 도시들의 대부분은 도쿄 도심과 도시 철도에 의해 밀접하게 연결되어 있고 도쿄의 주거와 상업 교외지 역할을 한다.

## 인구
|                                                | |
| 사이타마현의 전국의 연령별 인구 분포（2005년） | 사이타마현의 연령·남녀별 인구 분포（2005년）                                                                           |
| ■자주색 ― 사이타마현 ■녹색 ― 일본전국          | ■파랑색 ― 남자 ■빨간색 ― 여자                                                                                          |
| · 사이타마현의 인구추이                        | |
| 일본 총무성 통계국 국세조사 결과               | |
|                                                | 기술적 문제로 인해 그래프를 일시적으로 사용할 수 없습니다. 파브리케이터와 미디어위키 위키에 더 자세한 정보가 있습니다. |

| 연도    | 인구      | ±% p.a. |
| ------- | --------- | ------- |
| 1890    | 1,081,121 | —       |
| 1903    | 1,240,280 | +1.06%  |
| 1913    | 1,343,674 | +0.80%  |
| 1920    | 1,319,533 | −0.26%  |
| 1925    | 1,394,461 | +1.11%  |
| 1930    | 1,459,172 | +0.91%  |
| 1935    | 1,528,854 | +0.94%  |
| 1940    | 1,608,039 | +1.02%  |
| 1945    | 2,047,261 | +4.95%  |
| 1950    | 2,146,445 | +0.95%  |
| 1955    | 2,262,623 | +1.06%  |
| 1960    | 2,430,871 | +1.44%  |
| 1965    | 3,014,983 | +4.40%  |
| 1970    | 3,866,472 | +5.10%  |
| 1975    | 4,821,340 | +4.51%  |
| 1980    | 5,420,480 | +2.37%  |
| 1985    | 5,863,678 | +1.58%  |
| 1990    | 6,405,319 | +1.78%  |
| 1995    | 6,759,311 | +1.08%  |
| 2000    | 6,938,006 | +0.52%  |
| 2005    | 7,054,243 | +0.33%  |
| 2010    | 7,194,556 | +0.39%  |
| 2015    | 7,261,271 | +0.18%  |
| source: |           |         |

### 인구 분포와 도시
도쿄와 가깝기 때문에 근대 이후(특히 1960~70년대)에 남동부를 중심으로 인구가 급증했다. 2000년에 인구가 700만을 돌파하고 현재 모든 도도부현 중 인구 순으로 5위에 속한다. 현재는 현 북부도 도쿄 통근권이 되어 도쿄로 통근 및 통학하는 사람의 수가 100만 명을 넘는다. 현청 소재지인 사이타마시는 2002년에 우라와(浦和), 오미야(大宮), 요노(与野) 3개 시가 합병되어 만들어졌고, 현에서 처음으로 인구가 100만 명 이상인 도시가 되었다. 그 이후 2005년에도 이와쓰키(岩槻)시가 흡수 합병되었다. 사이타마시 뿐만 아니라 면적이 작은 시도 많아서, 40개의 시는 일본 전국에서 최다이다.

## 교통

### 철도
- 동일본 여객철도
  - 도호쿠 신칸센, 조에쓰 신칸센, 호쿠리쿠 신칸센, 야마가타 신칸센, 아키타 신칸센, 우쓰노미야선, 다카사키선, 쇼난 신주쿠 라인, 게이힌 도호쿠선, 사이쿄선, 무사시노선, 가와고에선, 하치코선

- 도부 철도
  - 이세사키선, 노다선, 닛코선, 도조 본선, 오고세선

- 세이부 철도
  - 신주쿠선, 아히나선, 이케부쿠로선, 지치부선, 야마구치선

- 수도권 신도시 철도
  - 쓰쿠바 익스프레스

- 사이타마 고속철도
  - 사이타마 고속철도선

- 지치부 철도
  - 지치부 본선, 미카지리선

- 사이타마 신도시 교통
  - 이나선

- 도쿄 메트로
  - 유라쿠초선, 후쿠토신선

### 도로
- 고속도로
  - 동일본 고속도로
  - 도쿄 외환 자동차도
  - 수도고속도로

- 국도
  - 국도 제4호선
  - 국도 제16호선
  - 국도 제17호선
  - 국도 제122호선 (일본)(일본어판)
  - 국도 제125호선
  - 국도 제140호선 (일본)(일본어판)
  - 국도 제254호선 (일본)(일본어판)
  - 국도 제298호선
  - 국도 제299호선 (일본)(일본어판)
  - 국도 제354호선 (일본)(일본어판)
  - 국도 제407호선 (일본)(일본어판)
  - 국도 제462호선 (일본)(일본어판)
  - 국도 제463호선 (일본)(일본어판)

## 문화
애니메이션 《이웃집 토토로》의 무대는 현 중서부에 있는 도코로자와시(所沢市)이다. 또한 《짱구는 못말려》와 《럭키스타》의 무대는 현 동부에 있는 가스카베시(春日部市), 그 외에도 많은 애니메이션 작품이 이 지역을 배경으로 하고 있다.

## 스포츠

### 축구
- 우라와 레드 다이아몬즈(사이타마시)
- 오미야 아르디자(사이타마시)

### 야구
- 사이타마 세이부 라이온스(도코로자와시)

### 농구
- 사이타마 브론코스(도코로자와시)

## 같이 보기
- 원펀맨
- 와타나베 마유